# Mistrzostwa Polski w Łyżwiarstwie Szybkim na Dystansach 1993
7. Mistrzostwa Polski w Łyżwiarstwie Szybkim na Dystansach 1993 odbyły się w dniach 18-20 grudnia 1992 roku na torze Błonie w Sanoku.

## Kobiety
| Konkurencja: | 1. miejsce                                      | Rezultat | 2. miejsce                         | Rezultat | 3. miejsce                       | Rezultat |
| 500 m        | Ewa Borkowska-Wasilewska Orzeł Elbrewery Elbląg | 43,72    | Aneta Rękas Orzeł Elbrewery Elbląg | 45,22    | Maja Ufel Orzeł Elbrewery Elbląg | 45,56    |
| 1000 m       | Ewa Borkowska-Wasilewska Orzeł Elbrewery Elbląg | 1:26,27  | Aneta Rękas Orzeł Elbrewery Elbląg | 1:30,87  | Maja Ufel Orzeł Elbrewery Elbląg | 1:31,12  |
| 1500 m       | Ewa Borkowska-Wasilewska Orzeł Elbrewery Elbląg | 2:13,56  | Aneta Rękas Orzeł Elbrewery Elbląg | 2:20,61  | Maja Ufel Orzeł Elbrewery Elbląg | 2:23,49  |
| 3000 m       | Ewa Borkowska-Wasilewska Orzeł Elbrewery Elbląg | 4:52,10  | Aneta Rękas Orzeł Elbrewery Elbląg | 5:00,30  | Maja Ufel Orzeł Elbrewery Elbląg | 5:01,10  |
| 5000 m       | Ewa Borkowska-Wasilewska Orzeł Elbrewery Elbląg | 8:19,40  | Aneta Rękas Orzeł Elbrewery Elbląg | 8:30,60  | Maja Ufel Orzeł Elbrewery Elbląg | 8:40,60  |

## Mężczyźni
| Konkurencja: | 1. miejsce                                    | Rezultat | 2. miejsce                                    | Rezultat | 3. miejsce                                 | Rezultat |
| 500 m'       | Paweł Abratkiewicz Pilica Tomaszów Mazowiecki | 39,30    | Artur Szafrański Orzeł Elbrewery Elbląg       | 40,28    | Tomasz Świst Podhale Nowy Targ             | 40,42    |
| 1000 m       | Paweł Abratkiewicz Pilica Tomaszów Mazowiecki | 1:18,90  | Paweł Zygmunt SNPTT Zakopane                  | 1:19,00  | Artur Szafrański Orzeł Elbrewery Elbląg    | 1:19,70  |
| 1500 m       | Artur Szafrański Orzeł Elbrewery Elbląg       | 2:01,71  | Paweł Abratkiewicz Pilica Tomaszów Mazowiecki | 2:01,94  | Jaromir Radke Pilica Tomaszów Mazowiecki   | 2:02,40  |
| 5000 m       | Jaromir Radke Pilica Tomaszów Mazowiecki      | 7:17,13  | Artur Szafrański Orzeł Elbrewery Elbląg       | 7:21,45  | Paweł Zygmunt SNPTT Zakopane               | 7:24,89  |
| 10 000 m     | Jaromir Radke Pilica Tomaszów Mazowiecki      | 15:08,40 | Paweł Zygmunt SNPTT Zakopane                  | 15:31,60 | Jarosław Ogórek Pilica Tomaszów Mazowiecki | 15:46,90 |